# 沈錡
沈錡（1917年10月1日—2004年），浙江省德清縣人。中華民國外交官。曾任行政院新聞局局長及派任多國大使。

## 生平簡歷
中央政治學校畢業後，沈錡進入中國國民黨中央宣傳部國際宣傳處任職，後繼沈昌煥擔任蔣介石總統英文秘書、兼讀報工作，得以平步青雲。
卸任秘書工作後，沈錡繼吳南如擔任行政院新聞局第二任局長。繼之外調任剛果共和國大使，但因斷交撤館轉任駐美公使，之後回部任外交部政務次長。卸任外交部政務次長後奉派任澳大利亞大使並兼東加、西薩摩亞大使，但亦因斷交撤館歸國待命；繼派哥倫比亞大使，但最後亦斷交撤館歸國待命。
1980年12月起，沈錡擔任中華民國遠東新聞社波昂總社主席（1992年起更名为中華民國駐德國全權代表），直至退休。一生於新聞與外交公職上工作逾五十年。